# Mickelopteris
Mickelopteris, monotipski rod papratnjača, dio potporodice Cheilanthoideae. Jedina vrsta je M. cordata, rasprostranjena po tropskoj Aziji, od Indije do Tajvana i Filipina

## Sinonimi
- Acrostichum ramentaceum Roxb.
- Gymnogramma sagittata (Fée) Ettingsh.
- Hemionitis cordata Roxb. ex Hook. & Grev.
- Hemionitis cordifolia Roxb. ex Bedd.
- Hemionitis cordifolia Roxb. ex Wall.
- Hemionitis cumingiana Fée
- Hemionitis hastata R.Br. ex Wall.
- Hemionitis intermedia Fée
- Hemionitis sagittata Fée
- Hemionitis toxotis Trevis.
- Hemionitis trinervis Buch.-Ham. ex Dillwyn
- Parahemionitis cordata (Roxb. ex Hook. & Grev.) Fraser-Jenk.